# Plan de Tacubaya (1911)
El Plan de Tacubaya fue un  pronunciamiento realizado el 31 de octubre de 1911, poco después de las elecciones extraordinarias celebradas en México. Entre sus objetivos se pretendía desconocer el resultado de los comicios, en los cuales había resultado triunfador Francisco I. Madero, para así proclamar a Emilio Vázquez Gómez como presidente de la República.

## Marco histórico
Al triunfar la Revolución maderista se firmaron los Tratados de Ciudad Juárez para así pactar con el régimen de Porfirio Díaz. Varios seguidores de la revolución expresaron su descontento con Francisco I. Madero aduciendo el incumpliento a los puntos señalados en el Plan de San Luis.  Entre los inconformes se encontraron Francisco  y  Emilio Vázquez Gómez.  La ruptura entre los hermanos Vázquez y Madero se exacerbó cuando Emilio fue destituido de la  Secretaría de Gobernación y con el distanciamiento de  Madero del Partido Nacional Antirreeleccionista para formar el Partido Constitucional Progresista.

## Promulgación del plan y consecuencias
El exprofesor y periodista Paulino Martínez, con ayuda de Policarpo Rueda y Francisco Guzmán, redactó y dio a conocer el Plan de Tacubaya el 31 de octubre de 1911. Su objetivo era secundar el Plan de San Luis para resolver de inmediato el problema agrario. En su contenido se declaraban nulas las elecciones, se declaraban disueltas las Cámaras del Congreso de la Unión y se proclamaba a Emilio Vázquez Gómez como presidente de la República.
La rebelión no tuvo éxito alguno. Los hermanos Vázquez se exiliaron del país. Por su parte, Paulino Martínez se unió al zapatismo.